# Gauzfrid du Maine
Gauzfrid, mort en 878, fut comte du Maine et marquis de Neustrie de 865 à 878. Il était fils cadet de Rorgon Ier, comte du Maine, et de Bilichilde.
En 861, Charle le Chauve créa les marches de Neustrie et les confia à Robert le Fort et à Adalard le Sénéchal. Gauzfrid et son frère aîné Rorgon II, possessionné dans la région, y virent une menace pour leur puissance, se révoltèrent et s'allièrent à Salomon de Bretagne.
En 865, Rorgon II mourut et Gauzfrid lui succéda dans le Maine. La même année Charles le Chauve retira la marche à Adalhard, et, en échange de sa soumission, la donna à Gauzfrid.
Ses enfants ne sont pas connus avec certitude. Deux fils sont certains : 
- Gauzlin († 914), comte du Maine[1] ;
- Gauzbert, comte cité en 912.

Selon les travaux de Katharine S. B. Keats-Rohan, il faudrait rajouter deux fils probables :
- Gauzfred ou Geoffroy, comte cité en 886 ;
- Hervéus ou Hervé, comte cité en 912.

Il mourut en 878 et ses honores revinrent à un cousin Ragenold d'Herbauges, ses enfants, s'il en eut, étant trop jeunes pour lui succéder.

## Sources
- Pierre Riché, Les Carolingiens, une famille qui fit l'Europe, Paris, Hachette, coll. « Pluriel », 1983 (réimpr. 1997), 490 p. (ISBN 2-01-278851-3, présentation en ligne).
- Christian Settipani, « Les vicomtes de Châteaudun et leurs alliés », dans Onomastique et Parenté dans l'Occident médiéval, Oxford, Linacre College, Unit for Prosopographical Research, coll. « Prosopographica et Genealogica / 3 », 2000, 310 p. (ISBN 1-900934-01-9), p. 247-261.
- Régine Le Jan Famille et pouvoir dans le monde franc (VIIe – Xe siècle). Essai d'anthropologie sociale  Publication de la Sorbonne Paris (1995)  (ISBN 2859442685).